# ادبیات پارسی باستان
زبان پارسی باستان، نیای زبان فارسی امروز، زبان قوم پارس بوده‌است که پس از ورود به ایران در جنوب غربی آن (استان فارس کنونی) ساکن شدند و شاهنشاهی بزرگ هخامنشی را در ۵۵۰ ق. م. بنیاد نهادند. به نظر می‌رسد که زبان پارسی باستان به صورت مکتوب جز در کتیبه‌های شاهان هخامنشی، در جاهای دیگری به کار نرفته‌است. آنچه در کتیبه‌ها ذکر شده، مطالب مربوط به حکومت و سیاست است اما از گفته‌های نویسندگان یونانی معلوم می‌شود که ادبیات حماسی به زبان پارسی باستان به صورت روایی و شفاهی، وجود داشته‌است. افزون بر آن شروو کتیبه‌های پارسی باستان را نیز متأثر از مضمون‌ها و ساختارهای این ادبیات حماسی روایی می‌داند.

## کتیبه‌های فارسی باستان

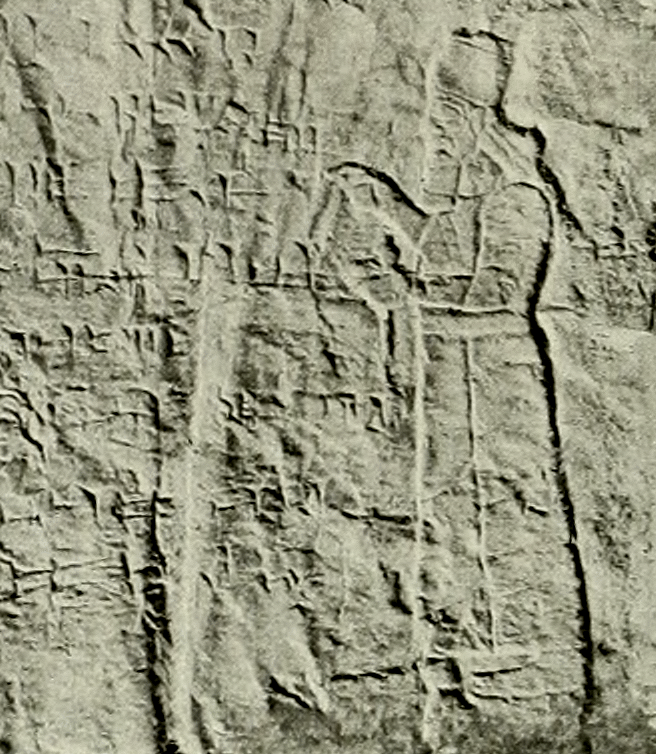
تیگلت‌پیلسر یکم

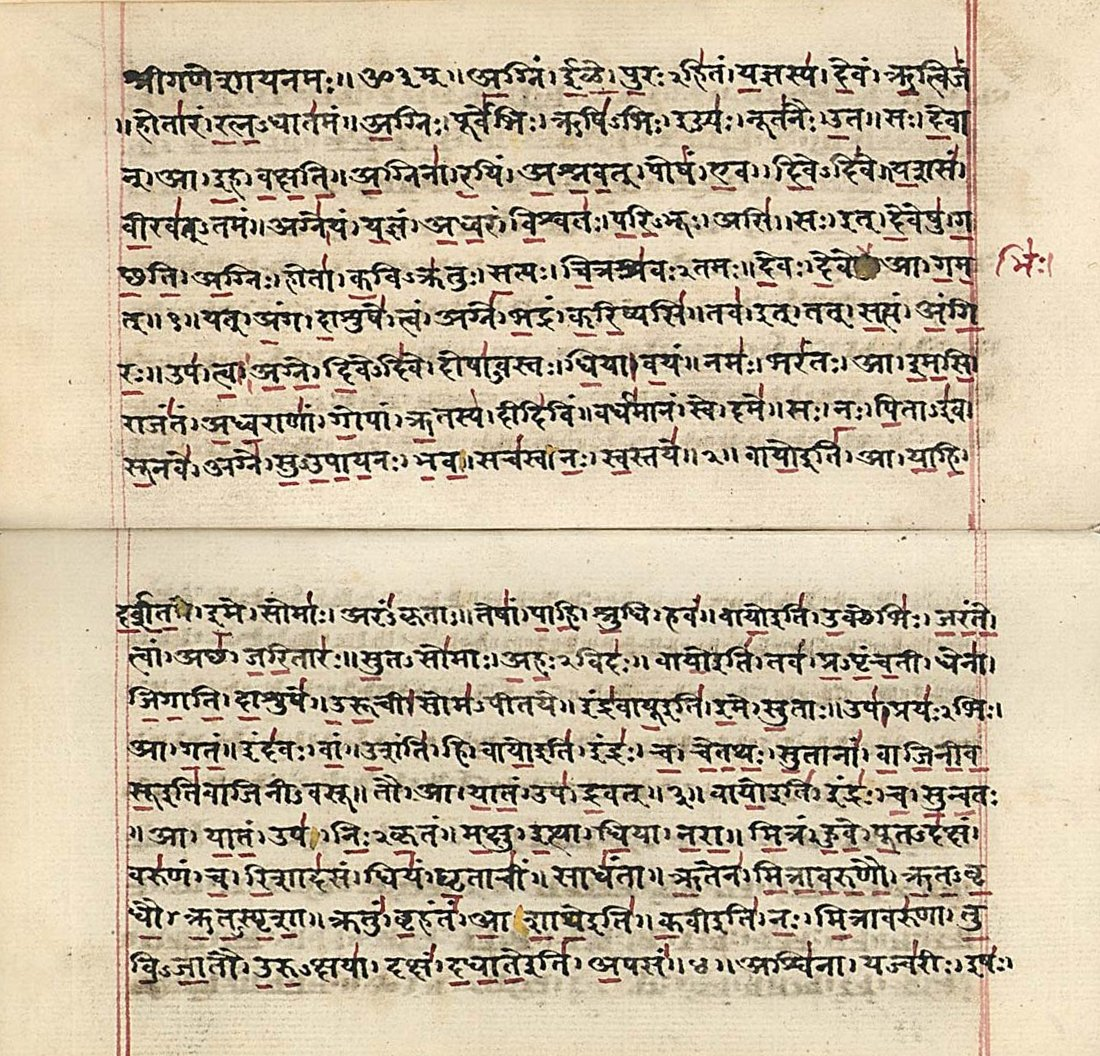
یک دست‌نوشته ریگ‌ودا از سدهٔ نوزده به خط دواناگاری.

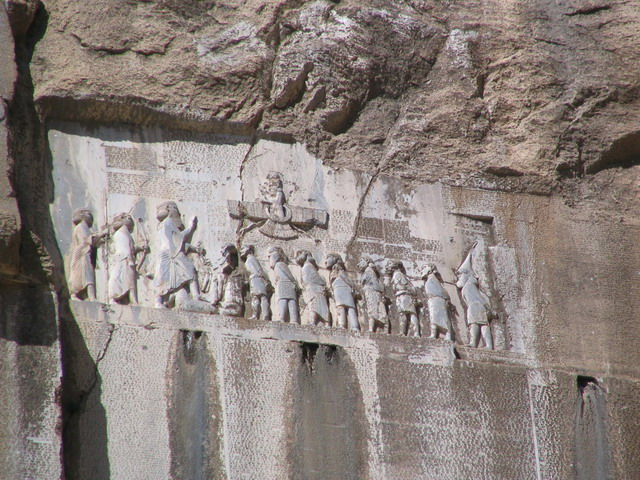
کتیبه بیستون

در کتیبه‌های فارسی باستان هرگز نامی از اوستا برده نشده‌است. اما سنجش کتیبه‌های فارسی باستان و متن‌های اوستایی حکایت از آن دارد که از نظر شکل و مضمون میان این دو متن باستانی تناظرها و یکسانی وجود دارد.
در هر یک از این دو پیکره ادبی، تناظرها، ریختاره‌های موروثی سنت ادبی روایی سینه به سینه‌اند که در کتیبه‌های فارسی باستان به صورت منثور، و با آزادی عمل بیشتر، و در متن‌های اوستایی به صورت منظوم، و با ساختار و وزنی معین به کار رفته‌اند و احتمال آنکه این یکسانی‌ها و تناظرها تصادفی یا عاریتی یا حتی ناشی از جهانی‌های اندیشه و زبان باشند، بسیار اندک است. به احتمال بسیار مصنفان این متن‌های باستانی از مضمون‌ها و ریختاره‌های یک سنت ادبی موروثی بهر جسته‌اند.
برای نمونه مضمون «مشروعیت پادشاهی» بیان می‌شود:
در خاور نزدیک شاهان مدعی اند که از جانب خدایان و به ویژه از ایزدی خاص به شاهی منصوب شده‌اند و شاهی آنان بدین سبب از مشروعیت برخوردار است. همین مضمون در کتیبه‌های فارسی باستان به صورت رابطه‌ای میان اهوره‌مزدا و شاه نامبرده در سنگ نوشته مشاهده می‌شود. در متن‌های اوستایی، اقتدار و توانایی به ایزدان گوناگونی تعلق دارد. اما اقتدار ویژه از آنِ اهورامزدا است. در ریگ ودا نیز نظیر این مضمون دیده می‌شود.
نحوه ارائه این مضمون در متن‌های نامبرده به وسیله ریختاره‌های سنت ادبی روایی موروثی به این گونه است:
1. در متن‌های خاور نزدیک: متنی دربارهٔ شاهی تیگلت‌پیلسر یکم (۱۰۷۶-۱۱۱۴ ق. م.): «خدایان بزرگ، فرمانروایان آسمان‌ها و دنیای زیرزمین... قلمرو شاهیِ تیگلت-پیلسر را بزرگ نمودند... شاهی/اقتدار به او بخشیدند...»[۵]
2. در کتیبه فارسی باستان: کتیبه داریوش در بیستون (DB۱، ۲۴-۲۵) اهورهَ مزدا شاهی/اقتدار (یا قلمرو شاهی) را به من بخشید.[۶]
3. در متن‌ها اوستایی: مهریشت (یشت ۱۰، بند ۶۵): او، ایزدی که بر فراز همه سرزمین‌ها پرواز می‌کند، شاهی/اقتدار می‌بخشد.[۷]
4. در متن‌ها ودایی: در ریگ ودا (۶/۱۵۷/۱): شما دو (اَشوین) نیرومند اقتدار می‌بخشید به آنان که برای شما فدیه می‌آورند.[۸]

جدول سنجش ریختاره‌ها با یکدیگر به زبان اصلی:
| نام متن      | نام ایزد       | لاتین             | می‌بخشد | شهریاری/اقتدار را | به شاه/پرستش‌کننده  |
| ------------ | -------------- | ----------------- | ------ | ----------------- | ------------------ |
| فارسی باستان | اهورامزدا      | Ahuramazdā        | frabar | Xšaçam            | manā               |
| اوستا        | ایزدمهر و غیره | Yázata(Miθra,...) | dā     | Xšaθaməm          | așauuan            |
| ریگ ودا      | اَشوین‌ها        | Aśvins            | dhā    | Ksatram           | Yō havișmān dadāśa |

به نظر شروو تصویر شاه در سنگ نوشته‌های فارسی باستان در چارچوب میراث ادبی روایی کهن ایران و نیز ادبیات - شفاهی یا مکتوب - خاورنزدیک مطرح شده و حتی رویدادهای زمان به مدد ایم مضمون‌ها و شکل‌های ادبیات سنتی بیان شده‌است. این سنت به خوبی به خدمت شاهان در می‌آید زیرا کردارهای پرسش‌برانگیز و نامعقول آنان را پوششی آشنا و در نتیجه معتبر و پذیرفتنی - از داستان‌های محبوب عامه - می‌بخشد.
افزون بر این شروو میان کردارهای شاهان و ریختاره‌های سنت ادبی روایی/نقلی هماهنگی‌هایی یافته‌است. او تصویر روشن و ساده‌ای از این مطلب را چگونه سنت‌های روایی و کردارهای شاهان بر یکدیگر اثر می‌گذارند و چگونه این اعمال به صورت داستان‌های حماسی در می‌آیند به شرح زیر بیان می‌دارد:
1. صحنه نخست: شاه برای آگاهی مردم از کردارهایش، داستان‌گوی حرفه‌ای را فرا می‌خواند و از او می‌خواهد که این کردارها را در قالب سنت‌های کهن ادبیات روایی مانند حماسه (دینی و غیردینی) تصنیف و نقل کند.[۱۱]
2. صحنه دوم: کردارهای شاه‌ها که به قالب سنتی درآمده‌اند توسط جارچی‌های رسمی و دولتی به مردم منتقل می‌شوند.[۱۲]
3. صحنه سوم: گزارش‌های جارچیان شاهی توسط قوالان حرفه‌ای و نیمه حرفه‌ای به دفعات بازگویی می‌شوند و به تدریج صورت رویدادی واقعی و تاریخی به خود می‌گیرند.[۱۳]
4. از این رو، احتمالاً در عین حال که کتیبه شاهان سخت متأثر از مضمون‌ها و ریختاره‌های ادب روایی بودند، خود شاهان نیز از این میراث ادبی پذیرفته و در سازگاری و هماهنگی با آن عمل می‌کرده‌اند و بدین ترتیب مصنفان ادبیات روایی به رویدادهایی واقعی و تاریخی تبدیل شده‌اند.[۱۴]

کتیبه‌های فارسی باستان به خط میخی از نظر تاریخی و زبان‌شناسی اسناد بسیار پرارزشی به‌شمار می‌روند، ولی از جهت ادبی از اهمیت اندکی برخوردارند. در این کتیبه‌ها جملات غالباً کوتاه و موجز و ساده‌اند و عیناً در قسمت‌های مختلف همان کتیبه یا کتیبه‌های دیگر تکرار می‌شوند و کتیبه‌های پس از داریوش غالباً استنتاخ گونه یا التقاطی از کتیبه‌های این پادشاه است. کتیبه‌های فارسی باستان طبعاً عاری از تخیلات ادبی و صور خیال هستند. کتیبه‌های داریوش قدیم‌ترین اسناد مکتوب ایرانی است که در زمان تألیف به نگارش در آمده‌است. این کتیبه‌ها، به‌جز برخی از کتیبه‌های کوتاهی که در بعضی ساختمان‌ها به عنوان یادبود بنای آن‌ها نگاشته شده، از نظر ساختمان و محتوا دارای سبک خاصی است. نخست مقدمه‌ای آمده‌است، پس از آن موضوع اصلی کتیبه و سپس خاتمه می‌یابد.
داریوش در مقدمه قدیمی‌ترین کتیبه خود (بیستون) نخست به معرفی خود می‌پردازد. در بعضی کتیبه‌های دیگر نظیر همین مقدمه دیده می‌شود. اما در برخی دیگر مانند دو کتیبه نقش رستم (DNa,Dnb) مقدمه با ستایش اهوره‌مزدا آغاز می‌گردد. خاتمه کتیبه‌ها غالباً در ستایش اهوره‌مزدا به همراه این درخواست است که داریوش را حمایت کند و آنچه او کرده و ساخته است، بپاید.
در چهار کتیبه (بیستون، تخت جمشید DSe، شوش DSe و نقش رستم DNa) متن اصلی با برشماری کشورهای شاهنشاهی که فرمان بردار داریوش بوده‌اند، آغاز می‌شود. در کتیبه بیستون پس از شمارش کشورها، داریوش به ذکر وقایعی که در آغاز دوره سلطنت وی اتفاق افتاده است و عاملین آن‌ها یاد می‌کند و سپس از خوانندگان می‌خواهد که آنچه که وی کرده‌است، برای همه آشکار کنند و کتیبه او را محفوظ دارند. در پایان، شش همکار خود را نام می‌برد که در غلبه بر گئومات او را یاری کرده‌اند و از شاه‌های آینده می‌خواهد که آن‌ها و خانواده‌شان را حمایت کنند. در کتیبه تخت جمشید (DPd) فقط از کشور پارس که دارای اسب‌های نیک و مردان نیک است، یاد می‌کند و در کتیبه سوئز بحث از فتح مصر است و کندن ترعه‌ای که نیل را به دریای سرخ پیون می‌دهد. از میان کتیبه‌هایی که برای یابود بنای ساختمان نگاشته شده، کتیبه داریوش در شوش (DPf) قابل ذکر است.

## ادبیات حماسی پارسی باستان

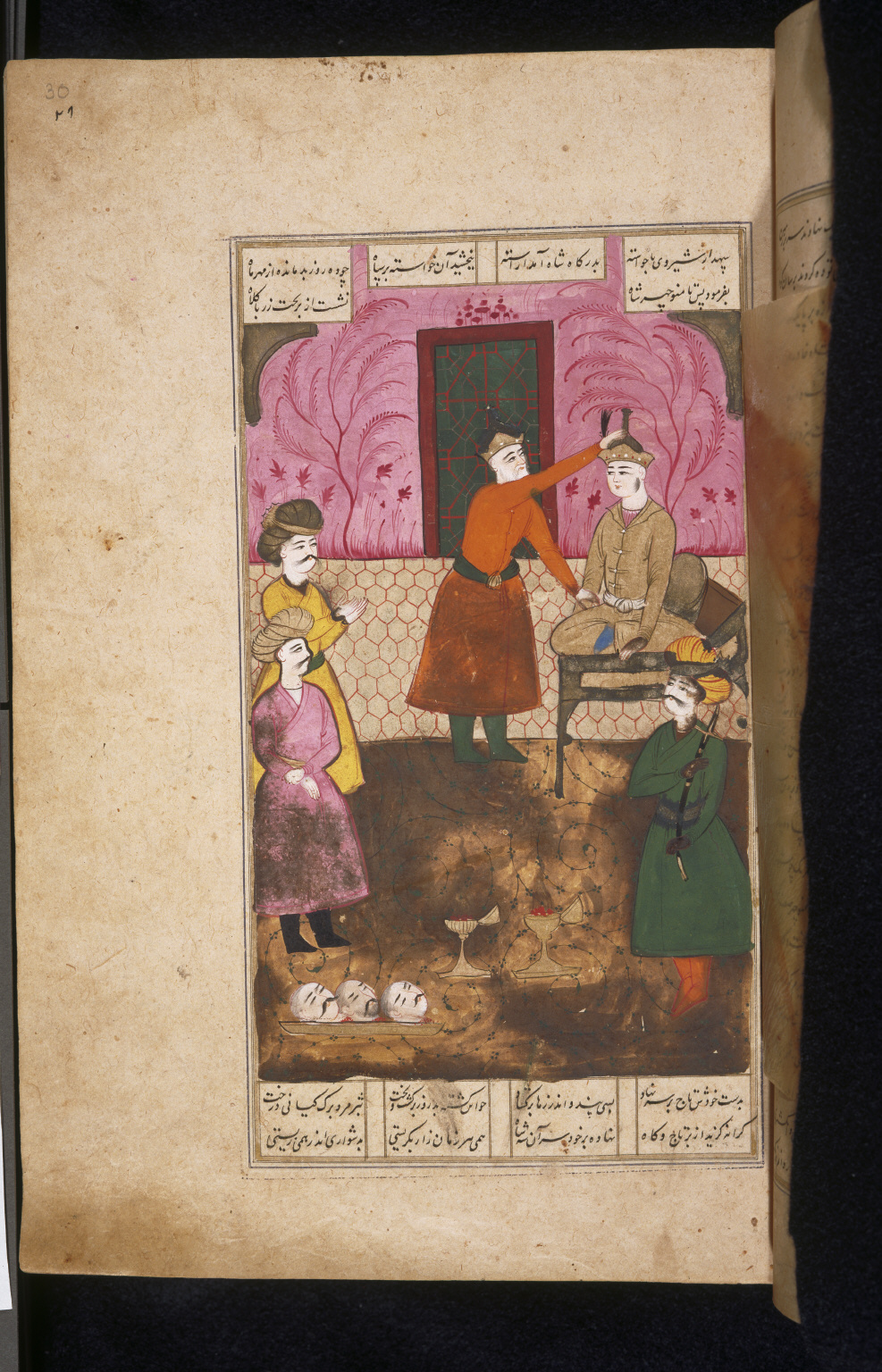
تاجگذاری منوچهر در نسخه خطی شاهنامه

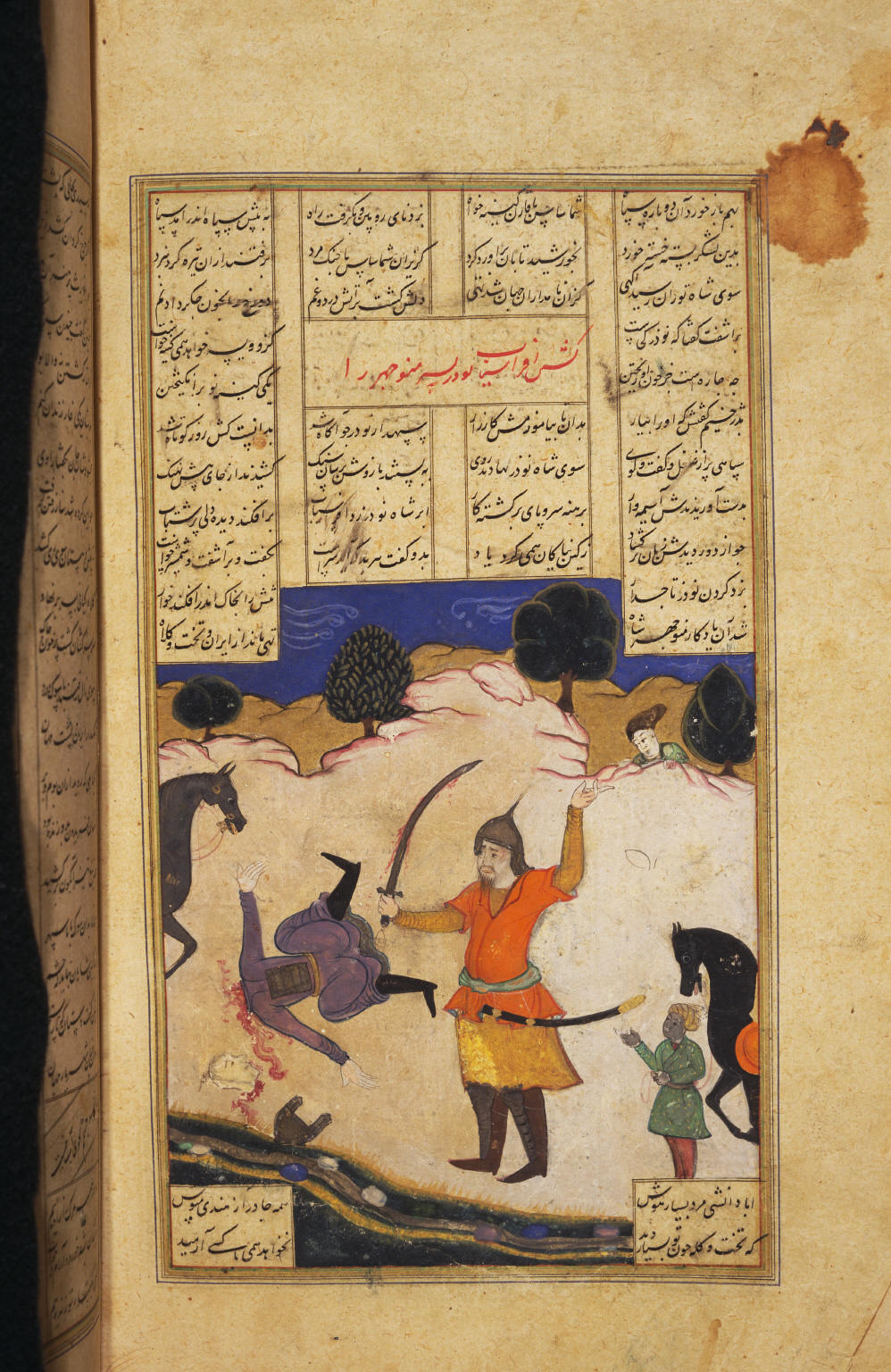
کشته شدن نوذر به دست افراسیاب در نسخه خطی شاهنامه

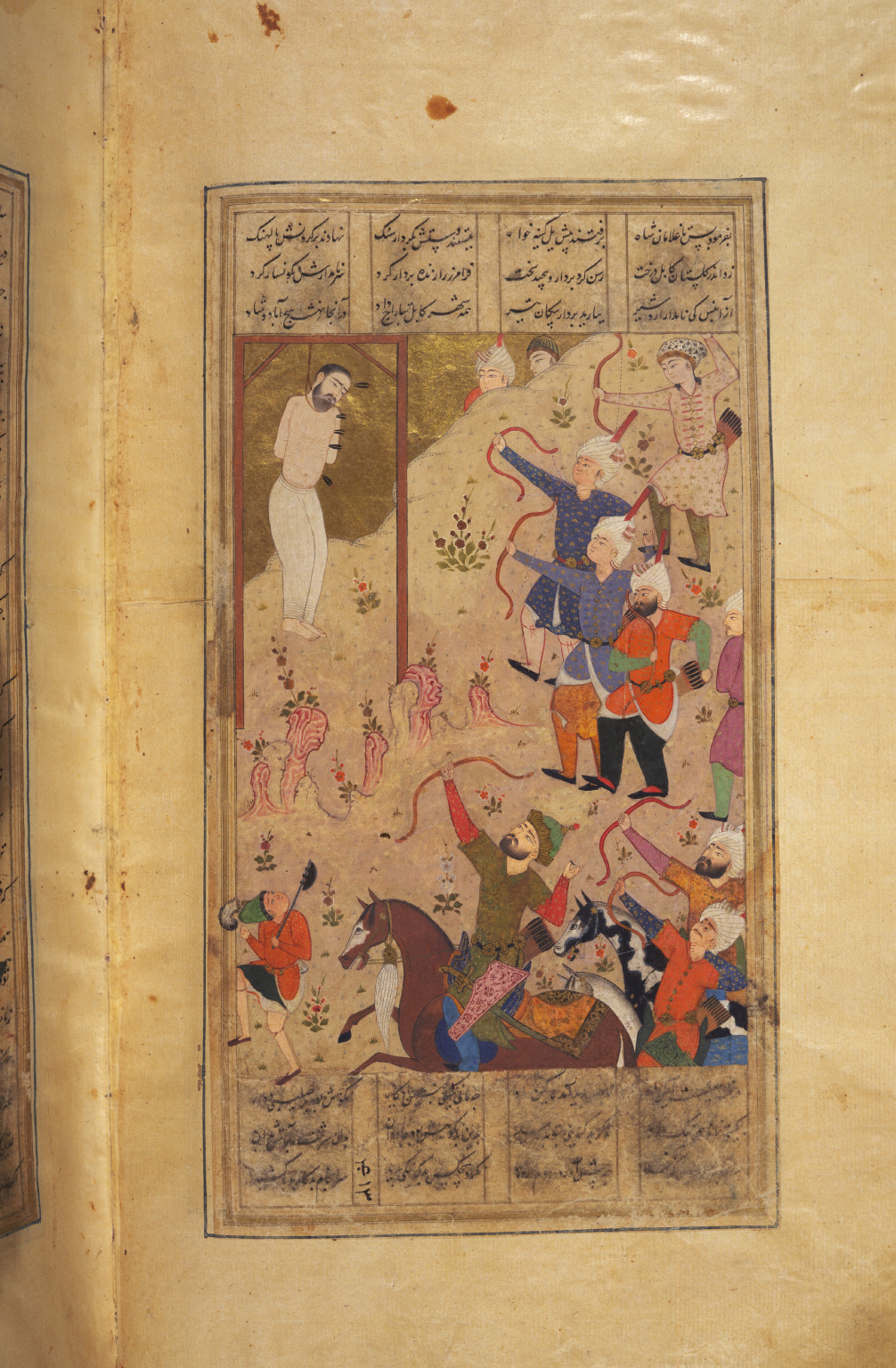
نبرد بین فرامز پسر رستم و بهمن در شاهنامه خطی

آنچه در کتیبه‌ها ذکر شده، اصولاً مطلب مربوط به سیاست و حکومت است. اما از قول نویسندگان یونانی معلوم می‌شود که در فارسی باستان ادبیات حماسی نیز احتمالاً به صورت شفاهی وجود داشته‌است. استرابو نقل می‌کند که معلم‌های فرزندهای پارسی عادت داشتند که تعلیمات خود را با افسانه‌هایی که مضمون آنها، شرح اعمال خدایان و مردان بزرگ بود، بیامیزد. احتمالاً در دوره هخامنشیان، علاوه بر اسناد بایگانی دولتی، مجموعه‌ای از روایات حماسی همانند خدای نامه پهلوی یا شاهنامه، به صورت شفاهی یا گونه‌ای مختلف، وجود داشته‌است که نویسندگان یونانی از آن‌ها استفاده کرده‌اند. روایت مربوط به کوروش، که هرودوت آن‌ها را نقل کرده، مانند این داستا که شاه را سگی در کودکی پرورده بود، احتمالاً متعلق به این حلقه روایات است. همچنین شباهت‌هایی میان جزئیات بعضی داستان‌های مربوط به کودکی کوروش با داستان‌های دیگر ایرانی دیده می‌شود: داستان خوابی که حاکی از برافتادن سلسله‌ای و روی کار آمدن سلسله دیگر است (داستان ضحاک، افراسیاب، اردشیر)، دستور کشتن کودک نوزاد که به اجرا در نمی‌آید (داستان کیخسرو)، سر راه یا بر آب نهادن کودک (داستان کیقباد، دارا)، پروروش کوروش در میان شبان‌ها یا مردم‌هایی از این قبیل (داستان فریدون، کیخسرو، دارا، اردشیر)، دایگی کوتک توسط یک حیوان (داستان فریدون، زال) و ظهور آثار بزرگی و هوشمندی کودک در هنگام بازی و ورزش (داستان کیخسرو و اردشیر و شاپور). همچنین داستان‌های بردیا، در روایت‌های یونانی، افسانه وار حکایت شده‌است. داستان حیله فداکارانه زوپیروس نیز از روایت‌های حماسی هخامنشیان بوده‌است. بر طبق این داستان که هرودوت نقل کرده‌است، هنگامی که داریوش اول از فتح بابل ناامید شده بود، یکی از درباریانش به نان زوپیروس داوطلبانه گوش و بینی خود را برید و موی خود را تراشید و تن خود را با تازیانه مجروح کرد، گویی که مکافات جنایت کاران را دیده است. سپس به سپاه دشمن گریخت و وانمود کرد که از ظلم داریوش به پناهندگی آمده‌است و پس از جلب اعتماد آنان، بر طبق نقشه‌ای پیش‌بینی شده، دروازه‌های بابل را بر داریوش گشود. نظیر این داستان را در روایت اخشنوار، شاه هیاطله، و پیروز، شاه ساسانی نیز می‌یابیم. افسانه‌های کوروش و نیز داستان بردیای دروغین، آنگونه که کتزیاس بازگو کرده، از داستان‌های حماسی یا افسانه‌های رایج میان مردم گرفته شده‌است.
پارس‌ها نیز همانند مادها روایت‌های منثور و منظومی دربارهٔ تاریخ باستان و افسانه‌های کهن نقل می‌کردند. در نوشته‌های گزنفون، به سروده‌ها و داستان‌هایی که دربارهٔ کوروش، شاه هخامنشی، در روزگار او رواج داشته، اشاره شده‌است:
کوروش بنابر سروده‌ها و داستان‌هایی که تاکنون بر جای مانده‌است، طفلی به‌غایت زیبا، صاحب خصلت‌های نیک، دانش دوست و عاشق افتخار و پیروزی بود.
این عبارت گزنفون، در واقع اشاره‌ای ضمنی  به ادامه سنت خنیاگری و شکوفایی آن در دوره هخامنشیان است. جشن‌هایی که برای کوروش اجرا می شده، همراه با «داستان و سرود» بوده‌است و این داستان‌ها که گویا بخشی از سنت زنده بوده‌اند، بعدها تأثیر عمیقی بر کارنامه اردشیر بابکان گذاشته‌اند. حتی احتمال دارد که داستان مادی زریادرس و اُداتیس نیز اطریق سنت خنیاگری هخامنشی، از نابودی در امان مانده باشد.
هرودوت از منابع پارسی به عنوان ماخذ اطلاعات تاریخی خود یاد می‌کند. اما نباید تصوری کرد مطالبی که هرودوت دربارهٔ زندگی کوروش (به عنوان یکی از چهار روایت رایج) نقل می‌کند، به دست نویسنده‌ای پارسی نوشته شده‌است، بلکه بیشتر احتمال دارد، هرودوت اطلاعاتش ار از طریق داستان‌های رایج در میان مردم کسب کرده باشد. داستان‌هایی که توسط افرادی (احتمالاً همان قوال‌های حرفهای) نقل و روایت می شده‌است و این افراد افزون بر تکیه بر شنیده‌ها، خاطرات شخصی و آشنایی با حماسه ایرانی به اسناد و نوشته‌های شاهی و مطالبی که در بایگانی شاهی نگهداری می شده، نیز دسترسی داشته‌اند.
نویسندگان تاریخ ایران از یونانیان، (هرودوت، کتزیاس، ...) تا دوران اسلامی باید از چنین سنت‌هایی بهره جسته باشند. از این رو اعتبار نوشته آن‌ها بستگی به زمان و شخصی دارد که این آگاهی‌ها را از او کسب کرده‌اند، یعنی خواه در آغاز زنجیره انتقال سینه به سینه یا زمانی دیتر، خواه از صاحبان اسناد رسمی یا از داستان گویان حرفه‌ای و غیر حرفها ای. برای نمونه، مغایرت‌هایی میان گزارش‌های هرودوت و کتزیاس دربارهٔ دوران هخامنشی مشاهد می‌شود که به یقین ناشی از گوناگونی منابع آنان است. معمولاً منابع مورد استفاده هرودوت رسمی تر و حرفه‌ای تر از منابع کتزیاس تلقی شده‌است.
به نظر کریستن‌سن در دوره هخامنشیان، افزون بر اسناد بایگانی دولتی، مجموعه‌ای از روایت‌های حماسی با گونه‌های مختلف و با عنوان «سالنامه‌های شاهی» تقریباً مترادف با خدای نامه پهلوی وجود داشته‌است. احتمالاً این سالنامه به شیوه آثار ادبی پرداخته شده بود و مجموعه آن‌ها نوعی ادبیات داستانی محسوب می‌شد. با توجه به هماهنگی و یکسانی نسبی در آثار داستانی تمام دوره‌های کهن ایرانی می‌توان فرض کرد که سالنامه‌های شاهی، به نظر یا نثر، تنها مشتمل بر وقایع پادشاهی نبوده و خاطره‌های کهن تاریخی ایران غربی و مادی را نیز دربر داشته‌است.
بررسی تاریخ تطور نظم و نثر حماسی ایران از یشت‌ها تا شاهنامه حکایت از یکنواختی و هماهنگی در تکوین حماسه ملت ایران طی سده‌های طولانی دارد و با مطالعه گزارش‌های مورخان یونانی دربارهٔ مادها و پارس‌ها می‌توان دریافت که ماخذ بخش بزرگی از این روایت‌ها، اشعار حماسی ملی است. برای نمونه گزنفون به یکی از ویژگی‌های مشهور حماسه باستانی ایرانی یعنی انجام نیایش و قربانی برای ایزدان گوناگون به منظور کسب پیروزی و درخواست آیفت (به معنی «نیاز، نذر، مراد، لطف، کامیابی» است) اشاره می‌کند: «کوروش نخست برای سرور خدایان و سپس برای ایردان دیگر یزشن برد» یا «کوروش برای سرور خدایان و سپس از بهر خدایان دیگر قربانی کرد».
این زمینه مکرر که در یشت‌های اوستایی نیز با آن برخورد می‌کنیم، تقریباً با عبارات و اصطلاحاتی یکسان بیان شده‌است. برای نمونه در یشت آمده‌است:
از برای او هوشنگ پیشدادی در بالای (کوه) هرا، صد اسب، هزار گاو و ده هزار گوسفند قربانی کرد. و از او درخواست این کامیابی را بمن بده‌ای نیک، ای تواناترین، ای اردویسور ناهید که من بر همه ممالک، بزرگترین شهریار گردم ...
یکی دیگر از مواردی که می‌توان بدان اشاره کرد، طرحی دربارهٔ روزهای آخر زندگی کوروش، وصیت او تعیین جانشین و دادن پند و اندرز به بازماندگان است که گزنفون در ''کوروش نامه'' آورده و در شاهنامه فردوسی در گزارش پایان زندگی شاهان نمونه آمده‌است و طرح کلی تاریخ‌های باستانی و حماسی این سرزمین است.
گزنفون آورده است که: موجودی مینوی، در خواب بر کوروش سالخورده ظاهر شد و او را آگاهی داد که خود را از بهر سفری که در پیش است آماده کند، زیرا زمان آن رسیده که ناگزیر باید زندگی این جهان را ترک گوید و به پیشگاه ایزدان بشتابد. پس کوروش به رسم دیرین ایزدان را پزشن برد و نیایش کرد و از آنان این ایفت بخواست که فرزندان، همسر، یاران و کشور او را برکت دهند و چنان کنند که به سان حات شایسته‌ای که از آن برخوردارش کرده بودند، مرگ و فرجامش نیز نیکو بود. به روز سوم کوروش دو پسر خود کمبوجیه و تنوکسار و نیز ندیمان و بزرگان کشور را پیش خواند و آنان را به سخنان نیک اندرز داد و کمبوجیه را جانشین خود تعیین کرد و سپرد که تنکسار، شهربان ماد، ارمنستان و سرزمین کادوسیان باشد.
این صحنه یادآور آخرین روزهای زندگی کیخسرو در شاهنامه است. این شاه بزرگ نیز هفت شبانه روز به نماز و نیایش می‌پردازد و آنگاه سروش پیام‌آور ایزدان در خواب بر او ظاهر شده، آگاهش می‌سازد که زندگی او در این جهان به پایان رسیده‌است. پس از آن کیخسرو مردمان را از وصایا و آخرین اندرزهای خود آگاه می‌سازد و بزرگان کشور را به بخشش‌ها می‌نوازد و لهراسب را به جانشینی بر می‌گزیند و با زنان و پردگیان وداع می‌کند. نمی‌توان چنان انگاشت که افسانه کوروش و کیخسرو، هیچ گونه ارتباطی با یکدیگر ندارند. در موردی که مذکور افتاد، تنها مشابهت و یکسانی ترکیب و ساختمان افسانه شاهان نمونه در طی قرون و اعصار ساخته و پرداخته شده‌اند جلب توجه می‌کند.
در کوروش نامه، کوروش به گاه مرگ ضمن خطابه‌ای به زندگی گذشته‌اش اشاره می‌کند و از خوشی و کامرانی‌های روزگار جوانی و برنایی و از جهان‌گشایی‌ها و پیروزی‌های بر دشمنان در طول دوران حیاتش سخن می‌گوید. در شاهنامه فردوسی نیز منوچهر، شاه پیر در بستر مرگ با اشاره به زندگی گذشته اش خطاب به پسر خود نوذر چنین آغاز سخن می‌کند:
| مرا بر صد و بیست شد سالیان |  | به رنج و به سختی ببستم میان |
| بسی شادی و کام دل راندم    |  | به رزم اندرون دشمنان ماندم  |
| به فر فریدون ببستم میان    |  | به پندش مرا سود شد هر زیان  |
| بجستم ز سلم و تو سترگ      |  | همان کین ایرج نیای بزرگ     |
| جهان ویژه کردم ز پتیاره‌ها  |  | بسی شهر کردم بسی بارها      |
| چنانم که گویی ندیدم جهان   |  | شمار گذشته شد اندر نهان     |

آنگاه کوروش جانشین خود را تعیین کرده و پسرانش را به اتحاد و اتفاق و دوسی با شاه جدید و پیروی از راه راست و نیکو، یعنی از راه خدایان و به دادگری ترغیب می‌کند.
گشتاسب نیز همانند کوروش به حال احتضار پس از تعیین جانشین خود اندرزهایی می‌دهد که در شاهنامه چنین آمده‌است:
| پس از من کنون شاه بهمن بود |  | همان رازدارش پشوتن بود    |
| مپیچید سرها ز فرمان اوی    |  | مگیرید دوری ز پیمان اوی   |
| یکایک بویدش نماینده راه    |  | که اویست زیبای تخت و کلاه |

و آنگاه ضمن سخنان دیگر به بهمن چنین گوید:
| تو اکنون همی کوش و با داد باش |  | چون داد آوری از غم آزاد باش |

در اینجا هم چنین سخنانی چند از اندرزهای منوچهر نقل می‌شود:
| نشانی که ماند همی از تو باز |  | برآید بر او روزگار دراز   |
| نباید که باشد جز از آفرین   |  | که پاکی نژاد آورد پاک دین |
| نگر تا نتابی ز دین خدای     |  | که دین خدای آورد پاک رای  |

در اینجا مشکل حایز اهمین این است که آیا این ادبیات رایج به صورت مکتوب درآمده بود یا نه؟ کریستن‌سن گمان می‌کند که به واسطه سنت کهن نگارش در تمدن و فرهنگ بابلی که مادها و پارس‌ها وارث آن بودند، این داستان و اشعار عامیانه در عهد هخامنشیان نیز به گویش رایج ایران باختری و به خط آرامی به رشته تحریر در آمده‌اند.
اما گروه بسیاری از ایرانشناسان این روایات را روایی و نانوشته می‌دانند. نقل کرده باشند، از افسانه حیله فداکارانه زوپیر (سردار معروف هخامنشی) می‌توان یاد کرد که هرودوت آن را با واقعه فتح بابل که در سنگ نبشته بیستون نیز بدان اشاره شده‌است، مرتبط می‌داند. این مضمون حماسی که احتمالاً پیش از داریوش نیز رواج داشته‌است، در روایت‌های ایرانی چندین بار تکرار می‌شود. برای نمونه در خدای نامه در روایت جنگ پیروز پادشاه ساسانی با هیاطله نقل شده‌است.
روایت‌های مربوط به زندگی کوروش که هرودوت آن‌ها را نقل کرده، احتمالاً به این حلقه روایات تعلق داشته و مرجع آن از نوع افسانه‌ها و اشعار متداولی بوده که گزنفون در کوروش نامه بدان‌ها اشاره کرده‌است.
داستان بردیا نیز در روایت یونانی، افسانه وار حکایت شده، حال آنکه شرح تاریخی آن در سنگ نبشته بیستون آمده‌است. نکاتی چون خوابی که از آینده خبری دهد، شباهت میان بردیای راستین و مغ همنام او، معری مغ با دو شخصیت و بازشناسی مغِ دروغین با دیدن بریدگی گوش‌هایش از جنبه افسانه‌ای این داستان هستند.
روایت کتزیاس از تاریخ کوروش و کمبوجیه داستان‌هایی منقول از حماسه ایرانی است که نشانه‌هایی از آن را در کوروش نامه نیز می‌توان یافت. برای تکمیل سیاهه داستان‌های پارسی و شاید مادی باید از دو کتاب استر و اندرز اَحیقر نام برد. کتاب استر که افسانه‌ای یهودی و متعلق به دوران خشایارشا است، به صورت غیرمستقیم، ماخذی درخور توجه دربارهٔ تاریخ تمدن هخامنشی به‌شمار می‌آید. داستان احیقر که در آشور به وقع پیوسته و از دیرباز در آسیا شهرت داشته‌است، مشابهت‌هایی با داستان بزرگمهر دارد و احتمالاً دارای اصل ایرانی است.

### داستان بردیای دروغین
روایت کتزیاس

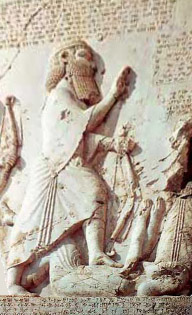
گئومات مغ، زیر پای داریوش، ۲ دستش را به حالت التماس به بالا برده است.

کتزیاس به هنگام بازگویی داستان بردیای دروغین مسایل تاریخی را در زمینه‌ای حماسی و داستانی پرداخته و گسترش داده است. نام‌های تاریخی به بوته فراموشی افتاده است. بردیای حقیقی در روایت مورخ یونانی با لقب حماسی تنووزرکه «دارای تن بزرگ» معرفی شده و چنان‌که در شاهنامه نیز رستم لقب تهمتن دارد. مغ یا بردیای دروغین اسفنددات نام دارد ولی نباید فراموش کرد که او جز نام هیچ گونه وجه اشتراکی با اسفندیار پسر گشتاسب ندرد. شباهت عجیب بین مغ و شاهزاده حقیقی موضوع یکی از جالب‌ترین زمینه‌های داستانی شده که در آن کسی به جای کس دیگری مشتبه می‌شود. اسفنددات، مغ دروغین، برای انتقام از تنووزرکه (بردیای راستین) - که او را گوشمالی داده بود - در پیشگاه کمبوجیه او را به توطئه و شورش علیه شاه متهم می‌کند و برای اثبات ادعای خود از شاه می‌خواهد که برادر را به دربار بخواند و گوشزد می‌کند که او هرگز فرمان شاه را گردن نخواهد نهاد. کمبوجیه تنووزرکه را به دربار می‌خواند و او به علت گرفتاری‌های زیاد عذر می‌آورد.
کمبوجیه به راهنمایی مغ دسیسه‌ای ترتیب می‌دهد بدین سان که اسفنددات مغ را به اتهام سوءقصد به جان برادر خود تنووزرکه (بردیا) به مرگ محکوم می‌سازد ولی تنووزرکه را به نام افنددات مغ (که سخت شبیه او بود) می‌کشند و شاه اسفنددات مغ را به نام برادر خود معرفی می‌کند و این امر باعث می‌شود که بعدها اسفنددات مغ (بردیای دروغین) از موقعیت استفاده کرده بتواند به نام تنووزرکه (بردیای راستین) سر به شورش بردارد.
روایت داریوش
داریوش شاه می‌گوید: اینست آنچه من کردم، پس از آنکه شاه شدم. کمبوجیه نامی، پسر کوروش، از خاندان ما در این کشور شاه بود. کمبوجیه برادری از یک پدر و یک مادر به نام بردیا داشت. کمبوجیه برادر خود بردیا را در نهان کشت. مردم آگاه نشدند که کمبوجیه به مصر رفت. پس از آن کمبوجیه به مصر رفت. وقتی در مصر بود، فساد در میان مردم راه یافت و فتنه و نافرمانی در پارس و ماد و دیگر کشورها بسیار شد. آنگاه مغی به نام گئوماتَه از کوه «ارکدریش» برخاست. و به دروغ به مردمان چنین گفت: «من بردیا فرزند کوروش و برادر کمبوجیه هستم». مردمان سخن او را باور کردند و با او هم پیمان شدند و بر کمبوجیه شوریدند. گئوماتَه به نام بردیا بر تخت نشست. کمبوجیه نیز در مصر به دست خویش کشته شد.
داریوش شاه می‌گوید: نه در پارس و نه در ماد و نه در خاندان ما کسی نبود که بتواند شهریاری را از چنگ گئوماتَه مغ بیرون کند. مردم سخت ترسان بودند، زیرا گئوماتَه بسیاری از کسانی را که بردیا را از پیش می‌شناختند می‌کشت، چرا که می‌ترسید مبادا دریابند او بردیا فرزند کوروش نیست. هیچ‌کس جرئت نداشت دربارهٔ گئوماتَه مغ سخنی بگوید، تا من فرا رسیدم. آنگاه من از هرمزد یاری خواستم. هرمزد مرا یاری داد. ده روز از ماه «باغیادیش» (از ماه‌های هخامنشی) گذشته بود که من با سپاهی اندک گئوماتَه مغ و یاران نزدیک او را کشتم. در کشور ماد در کوهی از ناحیه نسا بود که گئوماتَه و یارانش را از پا در آوردم و فرمانروایی را از ایشان گرفتم و به درخواست هرمزد شاه شدم. مرا هرمزد شهریاری داد.
داریوش شاه می‌گوید: این شهریاری را که از خاندان ما گرته بودند، دوباره به جای خویش بازآوردم و بر پایه‌های خویش استوار ساختم. پرستشگاه‌هایی را که گئومات مغ ویران کرده بود، آباد کردم. رمه‌ها و چراگاه‌ها و خانه‌هایی را که گئومات مغ از مردمان گرفته بود به آن‌ها بازگرداندم. در پارس و ماد و دیگر کشورها مردم را مانند پیش بر جای خویش استوار ساختم. آنچه را گئوماتَه گرفته بود، بازگرفتم. انست آنچه به یاری هرمزد کردم. به یاری هرمزد کوشیدم تا گئوماته مغ شاهی را از خاندان به در نبرد. کوشیدم تا خاندن خود را به جایگاه خویش بازآورم.

## لاتین
1. ↑  Zopyrus
2. ↑  Tanaoxare
3. ↑  Zopyrus
4. ↑  Tanyoxarkes
5. ↑  Sfendadates